# Cancun
Cancun és una ciutat turística localitzada a les costes del mar Carib a l'estat de Quintana Roo, al sud-est de Mèxic. Políticament, és la capital del municipi de Benito Juárez.
Al començament de la dècada dels setanta, Cancun era un petit poble del qual l'únic atractiu turístic eren les ruïnes arqueològiques maies. El govern mexicà va començar el desenvolupament de la zona amb suport del Banc Interamericà de Desenvolupament (BID), amb la construcció d'un pont per a connectar l'illa de Cancun, un aeroport internacional i àrees de serveis públics.
Actualment hi ha més de 140 hotels, un aquari, un riu subterrani i zones per a bussejar amb dofins prop de la llacuna de Nichupte, a més de les ruïnes arqueològiques maies. Cancun rep 3 milions de visitants a l'any, en 200 vols diaris; és una de les destinacions turístiques més visitades del món. La població de la ciutat és de més de 400.000 habitants, la majoria mexicans, però hi ha un nombre considerable d'europeus residents. La cinquena conferència ministerial de l'OMC es va realitzar a Cancun el 2003.

## Toponímia i escut

### Toponímia
Hi ha dues versions sobre l'origen del nom, d'acord amb la pronunciació maia, la primera versió és 'niu de serps' i la segona versió i menys acceptada és 'lloc de la serp daurada', això és degut al fet que l'illa de Cancun té una forma de "7" i a l'alba aparenta una forma de serp daurada pel reflex del sol.

### Escut
L'escut del municipi de Benito Juárez, que representa la ciutat de Cancun, va ser dissenyat per l'artista "chetumaleño" Vital Jesús Carmichael Jiménez (Elio Carmichael).
Es divideix en tres parts: el color blau simbolitza el mar Carib, el groc la sorra i el vermell el sol amb els seus raigs.